# جونيور باوليستا
جونيور باوليستا هو لاعب كرة قدم برازيلي في مركزي ظهير ‏ والدفاع، ولد في 30 أكتوبر 1978 في البرازيل. لعب مع النادي الرياضي المركزي ونادي إيتوانو ونادي بوتافوغو اس بي ونادي كاشياس دو سول.

## وصلات خارجية
- جونيور باوليستا على موقع قاعدة بيانات كرة القدم.إي يو (الإنجليزية)
- جونيور باوليستا على موقع Soccerway.com (الإنجليزية)